# Orientierungslauf-Juniorenweltmeisterschaften 1990
Die 1. Orientierungslauf-Juniorenweltmeisterschaften fanden vom 7. bis 12. Juli 1990 in der Gegend um Älvsbyn in Schweden statt.

## Junioren

### Einzel
| Platz | Land | Athlet           | Zeit      |
| ----- | ---- | ---------------- | --------- |
| 1     | FIN  | Mikael Boström   | 57:17 min |
| 2     | SWE  | Jimmy Birklin    | 59:58 min |
| 3     | FIN  | Sören Nymalm     | 60:08 min |
| 4     | SWE  | Mikael Palmberg  | 61:07 min |
| 5     | SWE  | Ali Kousko       | 61:49 min |
| 6     | SWE  | Klas Karlsson    | 61:58 min |
| 7     | FIN  | Kimmo Liljeström | 62:33 min |
| 8     | URS  | Ivars Zagars     | 62:50 min |

Einzel:

Ort: Nattberg

Länge: 10,725 km

### Staffel
| Platz | Land | Athleten                                     | Zeit      |
| ----- | ---- | -------------------------------------------- | --------- |
| 1     | FIN  | Mikael Boström Sören Nymalm Kimmo Liljeström | 2:03:29 h |
| 2     | SWE  | Mikael Palmberg Klas Karlsson Jimmy Birklin  | 2:05:11 h |
| 3     | NOR  | Tore Sandvik Espen Bergström Harald Bakke    | 2:11:48 h |
| 4     | URS  | Girts Vegeris Janis Ozolins Ivars Zagars     | 2:12:05 h |
| 5     | TCH  | Petr Beranek Tomas Prokes Rudolf Ropek       | 2:13:28 h |
| 6     | SUI  | Daniel Giger Jan Beguin Alain Berger         | 2:14:50 h |
| 7     | HUN  | Martin Hajdu Zsolt Magyar Ferenc Soós        |           |
| 8     | GBR  | Jason Inman Jo Armstrong Alasdair Thin       |           |

Staffel:

Ort: Nattberg

## Juniorinnen

### Einzel
| Platz | Land | Athletin        | Zeit      |
| ----- | ---- | --------------- | --------- |
| 1     | NOR  | Torunn Fossli   | 49:36 min |
| 2     | SWE  | Marlena Jansson | 49:51 min |
| 3     | FIN  | Mari Lukkarinen | 50:28 min |
| 4     | NOR  | Hanne Sandstad  | 50:51 min |
| 5     | SWE  | Gunilla Svärd   | 51:58 min |
| 6     | SWE  | Karin Wollbrand | 52:42 min |
| 7     | SWE  | Tina Olm        | 52:46 min |
| 8     | FIN  | Eija Kujansuu   | 52:48 min |

Einzel:

Ort: Nattberg

Länge: 7,59 km

### Staffel
| Platz | Land | Athletinnen                                     | Zeit      |
| ----- | ---- | ----------------------------------------------- | --------- |
| 1     | NOR  | Hanne Staff Torunn Fossli Sæthre Hanne Sandstad | 1:42:05 h |
| 2     | SWE  | Gunilla Svärd Karin Wollbrand Marlena Jansson   | 1:43:20 h |
| 3     | FIN  | Tuija Tammerin Eija Kujansuu Mari Lukkarinen    | 1:45:07 h |
| 4     | HUN  | Katalin Nagyági Orsolya Deseõ Emõke Paál        | 1:55:53 h |

Staffel:

Ort: Nattberg

## Medaillenspiegel
| Platz | Land     | Gold | Silber | Bronze | Gesamt |
| ----- | -------- | ---- | ------ | ------ | ------ |
| 1     | Finnland | 2    | –      | 3      | 5      |
| 2     | Norwegen | 2    | –      | 1      | 3      |
| 3     | Schweden | –    | 4      | –      | 4      |